# ゴールデンライオンタマリン
ゴールデンライオンタマリン（Leontopithecus rosalia）は、哺乳綱サル目（霊長目）オマキザル科ライオンタマリン属に分類されるサル。

## 分布
ブラジル（リオデジャネイロ州のサンジョアン盆地）
固有種

## 形態
体長25-31センチメートル。尾長31.5-40センチメートル。体重0.6-0.9キログラム。マーモセット亜科最大種。頭頂部や頬、頸部の体毛が鬣状に伸長し、ライオンのように見えることが名前の由来。全身の毛衣は光沢のある赤みがかった黄色で、名前の由来になっている。種小名rosaliaは「バラの」の意。

## 分類
ライオンタマリン属の他種を本種の亜種とする説もある（その場合は和名がライオンタマリンとなり、基亜種がゴールデンライオンタマリンになる）。

## 生態
熱帯雨林に生息するが、開発に伴い熱帯雨林が減少したため二次林にも生息する。昼行性で、夜間になると樹洞などで休み数年にわたり同じ樹洞を用いることもある。200ヘクタールの行動圏内で生活する。1頭のメスと主に2-3頭のオスが含まれる2-11頭の群れを形成して生活する。
食性は雑食で、果実、花の蜜、樹脂、昆虫、陸棲の貝類、カエル、トカゲ、鳥類の卵などを食べる。
繁殖形態は胎生。7-翌3月に1回に2頭の幼獣を年に2回に分けて産む。寿命は15年以上。
日本で見ることが出来るのは、浜松市動物園のみとなっている。

## 人間との関係
生息地では食用とされたこともあった。
開発による生息地の破壊、ペットや展示用の乱獲などにより生息数は減少した。ポソダンタ生物保護区の指定、飼育下繁殖させた個体を再導入する試みが進められ生息数は増加している。1960年代の生息数は200頭と推定されている。